# Liste der größten Geflügelschlachtunternehmen in Europa
Die Liste der größten Geflügelschlachtunternehmen in Europa gibt die Unternehmen der Geflügelwirtschaft in Europa wieder, die die meisten Geflügel pro Jahr schlachten.
Die Liste umfasst Unternehmen, die Hühner sowie mehrheitlich auch weitere Geflügelarten wie Puten und Enten schlachten. Die Unternehmen sind dabei nicht nur in der Schlachtung, sondern auch in der Fleischverarbeitung und Fleischwarenproduktion tätig.

## Liste (2021)
Folgende Liste sortiert die zehn größten Geflügelschlachtunternehmen in Europa nach der Anzahl der geschlachteten Geflügel im Jahr 2021. Darüber hinaus sind weitere Unternehmen aus Deutschland sowie der Schweiz aufgeführt, die zu den 70 größten Geflügelschlachtunternehmen in Europa zählen.
| Rang | Unternehmensname              | Sitz                               | Anzahl der jährlich geschlachteten Geflügel in Millionen |
| ---- | ----------------------------- | ---------------------------------- | -------------------------------------------------------- |
| 1    | LDC-Gruppe                    | Sablé-sur-Sarthe, Frankreich       | 578,5                                                    |
| 2    | 2 Sisters Food Group          | Birmingham, Vereinigtes Königreich | 520,0                                                    |
| 3    | MHP (Myronivsky Hliboproduct) | Kiew, Ukraine                      | 492,0                                                    |
| 4    | Plukon Food Group             | Wezep, Niederlande                 | 468,0                                                    |
| 5    | Gruppo Veronesi               | Verona, Italien                    | 350,0                                                    |
| 6    | PHW-Gruppe                    | Rechterfeld, Deutschland           | 350,0                                                    |
| 7    | Gap Resurs                    | Moskau, Russland                   | 346,8                                                    |
| 8    | Cherkizovo                    | Moskau, Russland                   | 322,4                                                    |
| 9    | Moy Park                      | Craigavon, Vereinigtes Königreich  | 312,0                                                    |
| 10   | Amadori                       | San Vittore di Cesena, Italien     | 250,0                                                    |
|      |                               |                                    |                                                          |
| 13   | Rothkötter                    | Meppen Deutschland                 | 190,0                                                    |
|      |                               |                                    |                                                          |
| 17   | Sprehe-Gruppe                 | Cappeln (Oldenburg) Deutschland    | 150,0                                                    |
|      |                               |                                    |                                                          |
| 61   | Bell Food Group               | Basel Schweiz                      | 25,5                                                     |

## Liste (2018)
Folgende Liste sortiert die zehn größten Geflügelschlachtunternehmen in Europa nach der Anzahl der geschlachteten Geflügel im Jahr 2018. Darüber hinaus sind weitere Unternehmen aus Deutschland aufgeführt, die zu den 20 größten Geflügelschlachtunternehmen in Europa zählen.
| Rang | Unternehmensname     | Sitz                               | Anzahl der jährlich geschlachteten Geflügel in Millionen |
| ---- | -------------------- | ---------------------------------- | -------------------------------------------------------- |
| 1    | LDC-Gruppe           | Sablé-sur-Sarthe, Frankreich       | 541,2                                                    |
| 2    | Plukon Food Group    | Wezep, Niederlande                 | 426,4                                                    |
| 3    | Cherkizovo           | Moskau, Russland                   | 397,0                                                    |
| 4    | Gruppo Veronesi      | Verona, Italien                    | 350,0                                                    |
| 5    | PHW-Gruppe           | Rechterfeld, Deutschland           | 350,0                                                    |
| 6    | MHP                  | Kiew, Ukraine                      | 349,0                                                    |
| 7    | 2 Sisters Food Group | Birmingham, Vereinigtes Königreich | 323,0                                                    |
| 8    | Moy Park             | Craigavon, Vereinigtes Königreich  | 312,0                                                    |
| 9    | Amadori              | San Vittore di Cesena, Italien     | 250,0                                                    |
| 10   | Gap Resurs           | Moskau, Russland                   | 228,6                                                    |
|      |                      |                                    |                                                          |
| 14   | Rothkötter           | Meppen Deutschland                 | 190,0                                                    |
|      |                      |                                    |                                                          |
| 16   | Sprehe-Gruppe        | Cappeln (Oldenburg) Deutschland    | 150,0                                                    |